# Mariam Issoufou
Mariam Kamara, Mariam Issoufou Kamara
Ne doit pas être confondu avec Mariam Tendou Kamara.
Pour les articles homonymes, voir Kamara.
Mariam Issoufou Kamara est une architecte nigérienne née en 1979 à Saint-Étienne, France.
Après des études en informatique aux États-Unis, elle se lance dans l'architecture. Diplômée de l'Université de Washington, elle crée en 2014 à Niamey l’Atelier Masomi qui s’attache à redéfinir l’architecture urbaine en Afrique en se focalisant sur le local et le durable.
Mariam Kamara est membre fondatrice du collectif international d’architectes United4design, qui travaille sur des projets aux États-Unis, en Afghanistan et au Niger.
Elle enseigne l’urbanisme à l’université Brown, dans l’État de Rhode Island.

## Biographie

### Jeunesse et études
Mariam Kamara nait en 1979,. Sa famille quitte la capitale du Niger, Niamey, alors qu’elle a six ans pour s’installer dans la région d’Agadez, dans le nord du pays, entre le Sahara et le Sahel. Elle y découvre avec son père, ingénieur des mines, les sites archéologiques constitués de grottes riches en fresques néolithiques et en pierres polies. Ils y restent pendant cinq ans.
Mariam Kamara étudie d’abord l’informatique. Elle obtient une licence à l'université Purdue en 2001, puis un master à l'université de New York en 2004. Elle abandonne l’informatique pour l’architecture et passe en 2013 un master à l'Université de Washington. Sa thèse, Mobile Loitering, porte sur les questions de genre dans l'espace public au Niger,.

### Carrière professionnelle
Mariam Kamara construit des bâtiments aux formes géométriques claires, s’appuyant essentiellement sur trois matériaux produits localement : le ciment, le métal recyclé et la terre crue. Elle mène des études de terrain afin de mieux cerner les attentes des futurs habitants et utilisateurs et façonne l'espace de l'intérieur vers l'extérieur,.
En 2014, elle crée son cabinet d’architecture Atelier Masomi qui se focalise sur l’architecture locale.
Mariam Kamara est membre fondatrice du collectif international d’architectes United4design, qui travaillant sur des projets aux États-Unis, en Afghanistan et au Niger.
Elle enseigne l’urbanisme depuis 2017 à l’université Brown dans l’État de Rhode Island.

### Projets majeurs

#### Niamey 2000
Le premier grand projet mené par Mariam Kamara est le complexe d'appartements Niamey 2000 en 2016, conçu avec Yasaman Esmaili, Elizabeth Golden et Philip Sträter. Elle y questionne les problèmes spatiaux liés à la structure en béton de sa propre maison d'enfance construite dans les années 1960 à Niamey.
En résulte quatre structures réalisées en combinant la terre et ciment et qui s'emboîtent les unes dans les autres. Un banc en façade permet notamment de réintroduire la faada, ces rassemblements qui se produisent dans l'espace entre la maison et la rue.

#### Legacy Restored Center
En 2018, elle réalise avec Yasaman Esmaili, fondatrice du studio chahar, le projet « Hikma » à Dandaji dans la région de Tahoua. Motivé par le sauvetage en urgence de la mosquée en pisé, le projet se mue en un complexe culturel comprenant une mosquée, une bibliothèque et un centre communautaire, associant les deux types de savoir, « sans contradiction, entre la connaissance séculaire et la foi ».
Le projet est récompensé par deux prix aux Lafarge Holcim Awards, le plus grand concours d’architecture durable au monde,.

#### Centre culturel de Niamey
Lauréate du programme Rolex Mentor & Protégé 2018-2019, Mariam Kamara est accompagnée par l'architecte britannique d’origine ghanéenne David Adjaye. Ils travaillent ensemble sur le projet de nouveau centre culturel de Niamey.

## Citations
En avril 2025, lors d'un table ronde au Sommet de la culture d’Abou Dhabi, elle met en garde contre la confusion entre les concepts de modernité et d'occidentalité : « Cette idée qui voudrait que la modernité soit associée à un style donné m’a toujours déconcertée, car elle est totalement fausse. Ce qui existe, c’est le modernisme, un courant hérité de l’Occident. Mais la modernité, en soi, est un principe ; elle peut être universelle et chacun peut s’en réclamer. Et elle n’est à mon sens liée à aucune esthétique – c’est un état d’esprit. C’est une manière de se penser dans le présent, et de se projeter dans l’avenir. Et, pour moi, il est tout naturel de partir d’une architecture ancrée dans ses racines pour savoir ce qu’il y avait avant, pour en faire une interprétation nouvelle qui peut prendre forme dans le présent, et évoluer à l’avenir vers quelque chose de novateur. »

## Distinctions reçues
- 2017 : LafargeHolcim Awards pour la construciton durable : médaille d’argent dans la catégorie Global et une médaille d’or dans la catégorie régionale Middle East Africa[12]